# تپه گورستان آقچه قلعه
تپه قبرستان آقچه قلعه مربوط به دوران‌های تاریخی پس از اسلام است و در شهرستان بوئین‌زهرا، روستای آقچه قلعه واقع شده و این اثر در تاریخ ۲۵ اسفند ۱۳۷۹ با شمارهٔ ثبت ۳۱۴۷ به‌عنوان یکی از آثار ملی ایران به ثبت رسیده است.